# Gerland de Caltagirone
Gerland de Caltagirone, ou Gerland d'Apolloni ou encore Gerland d'Alémanie est un bienheureux de l'Église catholique qui fut vénéré par les Hospitaliers.

## Biographie
Il vécut en Sicile du temps de Frédéric II du Saint-Empire mais on sait peu de choses à son propos si ce n'est qu'il était connu pour ses miracles, en particulier envers les enfants malades. Il a vécu à proximité de Caltagirone dans l'église de Santa Maria del Tempio où il est mort en 1242 et où se trouvait son tombeau. Une relique de ce bienheureux a peut-être été transportée dans la cathédrale Saint-Julien de Caltagirone,.

## Histoire
La commanderie de Santa Maria del Tempio, proche de Caltagirone fut d'abord la propriété des Templiers avant sa dévolution aux Hospitaliers à la suite du procès de l'ordre du Temple. Même si certains historiens médiévistes emploient le conditionnel à propos du fait que Gerland de Caltagirone puisse avoir été Templier, on sait qu'il vivait dans cette commanderie et qu'il fut vénéré après son décès par les occupants du lieu mais qu'il ne fut pas l'objet d'une dévotion à l’échelle de l'Ordre tout entier. Ce n'est qu'au XIVe siècle que les Hospitaliers demandèrent à ce qu'il soit déclaré bienheureux et il ne fut jamais élevé au rang de saint. Les diverses représentations qu'on a de lui sont toujours en habit hospitalier et il semblerait que cet ordre religieux ait préféré occulter son appartenance à l'ordre du Temple.